# Эванс, Рой (валлийский футболист)
Ройстон Сидней «Рой» Эванс (англ. Royston Sidney "Roy" Evans; 5 июля 1943 — 20 января 1969) — валлийский футболист, выступавший на позиции правого защитника.

## Биография
Выступал в 1962—1969 годах за клуб «Суонси Сити», сыграв 214 матча и забив 7 голов. В сезоне 1968/1969 играл за клуб «Херефорд Юнайтед». За сборную Уэльса сыграл единственный матч 15 апреля 1964 года против Северной Ирландии, проведя на поле все 90 минут (Уэльс проиграл со счётом 2:3). Погиб 20 января 1969 года в автокатастрофе в Херефорде вместе с другим футболистом «Суонси Сити» и «Херефорд Юнайтед» Брайаном Перселлом.